# Bearden (Arkansas)
Bearden – miasto w Stanach Zjednoczonych, w stanie Arkansas, w hrabstwie Ouachita.